# Sergio Caller Zavaleta
Sergio Caller Zavaleta (Cusco, 1905-Perú, 24 de febrero de 2008 fue un político peruano. 
Fue elegido diputado por la provincia de Cusco en 1945 con 1121 votos por el Frente Democrático Nacional que postuló también a José Luis Bustamante y Rivero a la presidencia de la república. Se convirtió en el primer diputado comunista del Perú tras haber sido el fundador de la primera célula comunista del Cusco.